# Kangavar
Kangavar (en persan : کنگاور) est une ville située à l'ouest de l'Iran, dans la province de Kermanshah.

## Histoire
La premiere mention de la ville date du 1 siècle par Isidor de Charax appelée konkobar et proche de la grande ville de Ectabane. Le grand temple d’Artémis était un de ses plus grand monuments.